# ملكة جمال العالم 1960
ملكة جمال العالم 1960 هي مسابقة ملكة جمال العالم العاشرة في تاريخ مسابقة ملكة جمال العالم منذ انطلاقتها عام 1951، عقدت المسابقة في 8 نوفمبر 1960 في مسرح لايسيوم في لندن ، المملكة المتحدة. تنافست 39 متسابقة على مسابقة ملكة جمال العالم. في نهاية الحدث توجت الفائز نورما كابالي ، من الأرجنتين. تم تتويجها من قبل ملكة جمال العالم 1959 ، كورين روتشفير من هولندا.

## النتائج

### المراكز النهائية

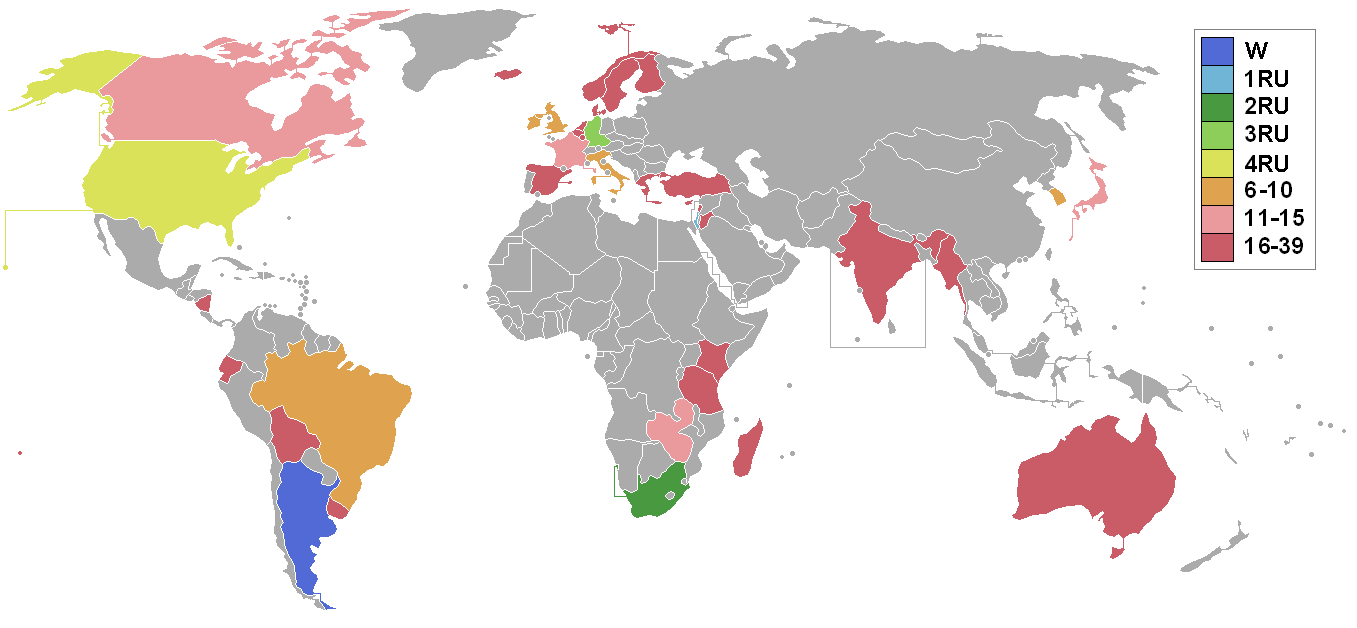
البلدان والأقاليم التي أرسلت مندوبين ونتائج لملكة جمال العالم 1960

| النتائج النهائية      | المتنافسة |
| --------------------- | --- |
| ملكة جمال العالم 1960 | - الأرجنتين - نورما كابالي |
| الوصيفة الأولى        | - إسرائيل - غيلا غولان |
| الوصيفة الثانية       | - جنوب أفريقيا - دنيس موير |
| الوصيفة الثالثة       | - ألمانيا - إنغرون هيلجارد موكيل |
| الوصيفة الرابعة       | - الولايات المتحدة - جوديث آن أختر |
| أفضل 10               | - البرازيل - ماريا اديلين تورياو - جمهورية أيرلندا - ايرين روث كين - إيطاليا - ليلى ريغازي - كوريا - لي يونغ هي - المملكة المتحدة - هيلدا فيركلوغ |
| أفضل 15               | - كندا - دانيكا دي هوندت - فرنسا - ديان مدينا - اليابان - إيكو ساكيموراي - النرويج - غريث سولهوي - رودسيا الجنوبية - جيني لي سكوت                 |

## المتسابقات
- الأرجنتين - نورما كابالي[1]
- أستراليا - مارغريت باسكويل نوت
- بلجيكا - هوبرتي بوكس
- بوليفيا - داليا موناستيروس ثورني
- البرازيل - ماريا اديلين تورياو
- بورما - ما سين آي
- كندا - دانيكا دي هوندت
- قبرص - ماري مافروبولوس
- الدنمارك - ليز بودين
- الإكوادور - توتي رودريغيز
- فنلندا - مارغريتا شومان
- فرنسا - ديان مدينا
- ألمانيا - إنغرون هيلجارد موكيل
- اليونان - كاليوبي جيراليكسي
- هولندا - كارينا فيربيك
- آيسلندا - كريستين أورفالدسدوتير
- الهند - ايونا بينتو
- جمهورية أيرلندا - ايرين روث كين
- إسرائيل - غيلا غولان
- إيطاليا - ليلى ريغازي
- اليابان - إيكو ساكيموراي[6]
- الأردن - ايريني اميل سيبيلا
- كينيا - ياسمين باتي
- كوريا - لي يونغ هي
- لبنان - جيزيل نيكولاس ناصر
- لوكسمبورغ - ليليان مولر
- مدغشقر - راجاوبيلينا بيدو فوهانجي
- نيكاراجوا - كارمن إيزابيل ريكالدي
- النرويج - غريث سولهوي
- جنوب أفريقيا - دنيس موير
- رودسيا الجنوبية - جيني لي سكوت
- إسبانيا - كونسيبسيون مولينيرا بالاسيوس
- السويد - باربرو أولسون[7]
- تاهيتي - تيورا بوونس
- تنجانيقا - كارمن ليزلي وودكوك
- تركيا - نباهة تشهره
- المملكة المتحدة - هيلدا فيركلوغ
- أوروغواي - بياتريز بينيتيز
- الولايات المتحدة - جوديث آن أشتر

## الروابط الخارجية
- موقع ملكة جمال العالم الرسمي